# Нокс (Индијана)
Нокс (Индијана) (енгл. Knox) град је у америчкој савезној држави Индијана.

## Демографија
По попису из 2010. године број становника је 3.704, што је 17 (-0,5%) становника мање него 2000. године.
| Група             | 2000.         | 2010.         |
| Белци             | 3.574 (96,0%) | 3.513 (94,8%) |
| Афроамериканци    | 4 (0,1%)      | 13 (0,4%)     |
| Азијати           | 11 (0,3%)     | 12 (0,3%)     |
| Хиспаноамериканци | 85 (2,3%)     | 109 (2,9%)    |
| Укупно            | 3.721         | 3.704         |